# Ortodoxie (teologică, ideologică)
|  | Despre această pagină pe scurt: Aderarea la credința acceptată actual, în special în religie |

Ortodoxie (din greacă: greacă veche ὀρθοδοξία, lit. opinie dreaptă/corectă) este aderarea la crezurile corecte sau acceptate, în special în  religie.
Ortodoxia în creștinism se referă la acceptarea doctrinelor definite de diferite crezuri și concilii ecumenice în Antichitate, dar diferite Biserici acceptă diferite crezuri și concilii. Astfel de diferențe de opinie s-au dezvoltat din numeroase motive, inclusiv barierele lingvistice și culturale.
Ortodoxia Răsăriteană și Ortodoxia Orientală sunt uneori denumite pur și simplu „Ortodoxia”.
Există ortodoxie catolică și ortodoxie protestantă.
În unele țări de limbă engleză, evreii care aderă la toate tradițiile și poruncile așa cum sunt legiferate în Tora orală sunt adesea numiți evrei ortodocși.
Islamul sunit este uneori denumit „islam ortodox”.
În hinduism nu există ortodoxie. Hinduismul e mai degrabă o familie de religii, decât o singură religie.
Marxismul ortodox a fost exprimat în principal de Karl Kautsky (el a fost critic la adresa bolșevismului).
Medicina convențională se mai numește „ortodoxie medicală”.